# Claude Lechatellier
Claude Lechatellier (né le 17 décembre 1946, à Caligny) est un coureur cycliste français, actif dans les années 1960 et 1970.

## Biographie
Claude Lechatellier est originaire de Caligny, une commune située dans le département de l'Orne, en Normandie. Il commence le cyclisme en 1962 et prend sa première licence à Flers. 
Bon rouleur, il se révèle lors de la saison 1965 en terminant deuxième du Tour de l'Yonne ou troisième du Grand Prix des Nations amateurs. Il décroche également la médaille de bronze dans le contre-la-montre par équipes aux championnats du monde, sous les couleurs de l'équipe l'équipe de France amateurs. L'année suivante, il est le vainqueur du Maillot des Jeunes. Il continue ensuite à briller au niveau amateur en remportant le Grand Prix Michel-Lair ainsi que le Tour de la Manche en 1967. 
En 1968, il représente la France lors des Jeux olympiques de Mexico. Avec ses coéquipiers tricolores, il se classe quinzième du contre-la-montre par équipes. En 1969, il intègre l'ASPTT Tours. Il s'impose sur une étape de la Route de France, puis au Circuit de la Sarthe en 1970. Mais il revient finalement au CC Flers à partir de 1971. Toujours sélectionné en équipe de France amateurs, il se distingue lors du Baby Giro en terminant deuxième d'une étape et cinquième du classement général 
Il passe finalement professionnel en 1974, à l'âge de vingt-sept ans, au sein de la modeste formation Magiglace-Juaneda. Disposant d'un calendrier restreint, il participe au Tour d'Espagne, son seul grand tour, où il abandonne. En fin d'année, son équipe disparaît. Claude Lechatellier redescend alors chez les amateurs en 1975 au VC Saint-Hilaire. Il met un terme à sa carrière cycliste à l'issue de cette saison. 
Retiré du milieu du cyclisme, il réside à Granville.

## Palmarès
| - 1965 - 2e du Tour de l'Yonne - 2e du championnat de Normandie sur route - 3e du Prix de la Saint-Laurent - 3e du championnat du monde du contre-la-montre par équipes - 3e du Maillot des Jeunes - 3e du Grand Prix des Nations amateurs - 1966 - Maillot des Jeunes - 1967 - Grand Prix Michel-Lair - Tour de la Manche : - Classement général - 2e étape (contre-la-montre) - 3e du championnat de Normandie sur route - 1968 - 2e étape des Deux Jours de Caen (contre-la-montre) - 2e du championnat de Normandie sur route | - 1969 - 1re étape de la Route de France - Prix de la Saint-Laurent - 1970 - Champion de l'Orléanais du contre-la-montre par équipes - Circuit de la Sarthe - Grand Prix de l'Équipe et du CV 19e - 2e du Trophée Peugeot - 3e du Mérite Veldor - 1971 - 3e du Tour de la Manche - 1975 - 2e du Circuit du Bocage vendéen |

## Résultats sur les grands tours

### Tour d'Espagne
1 participation
- 1974 : abandon (13e étape)